# Castel Porziano

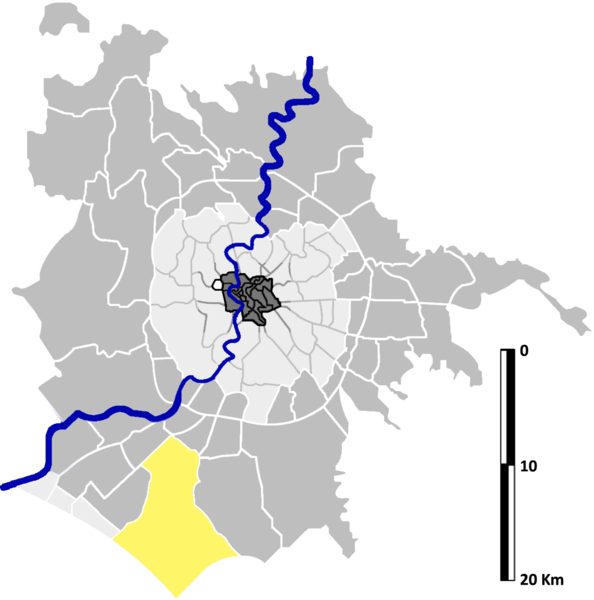
Localisation de Castel Porziano sur la carte administrative de Rome.

Castel Porziano est une zona di Roma (zone de Rome) située au sud-ouest de Rome dans l'Agro Romano en Italie. Elle est désignée dans la nomenclature administrative par Z.XXIX et fait partie des Municipio IX et Municipio X. Sa population est de 379 habitants répartis sur une superficie de 71,68 km2.
Il forme également une « zone urbanistique » désigné par le code 13.x, qui compte en 2010 : 167 habitants.

## Lieux particuliers

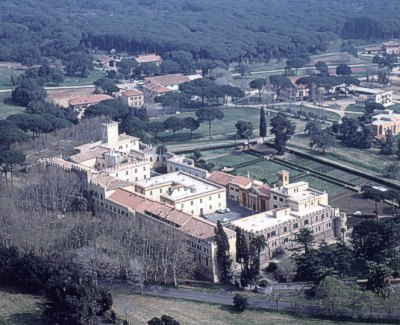
La résidence présidentielle de Castelporziano

- La résidence présidentielle de Castelporziano (Tenuta Presidenziale) du Président de la République italienne de Castelporziano